# Oscar za najbolji dokumentarni film
Oscar za najbolji dokumentarni film (eng. Academy Award for Best Documentary Feature) je nagrada koju dodjeljuje Akademija filmskih umjetnosti i znanosti (AMPAS) u kategoriji dokumentarnih filmova duljih od 40 minuta. Za kraće dokumentarne filmove postoji zasebna kategorija. Teme mogu biti vezane uz kulturu, umjetnost, povijest, društvo, znanost, ekonomiju i drugo. Da bi zadovoljio kriterije ove kategorije, film mora biti prikazivan u određenim kinima unutar određenog perioda. Naglasak filma mora biti na činjenicama, a ne na fikciji. Može sadržavati snimljene stvarne događaje, djelomično može biti uključena i rekonstrukcija, fotografije, arhivske snimke, animacije i druge tehnike. Dokumentarni filmovi mogu se natjecati i u drugim kategorijama ako ispunjavaju sve posebne uvjete za dotičnu kategoriju. Sva pravila i kriterije za svaku svečanu dodjelu Oscara donosi Akademija.
Prvi Oscar za dokumentarni film dodijeljen je na 15. dodjeli Oscara, 1943. godine (za filmove iz 1942.), kada je postojala jedna zajednička kategorija za sve dokumentarne filmove. Od 1944. (16. dodjela Oscara, za filmove iz 1943.) postoje dvije odvojene kategorije: za dokumentarni film i za kratkometražni dokumentarni film. Prije toga, 1942. (14. dodjela Oscara, za filmove iz 1941.), postojala je samo kategorija za kratkometražne dokumentarne filmove.